# Baza
Baza kisváros Spanyolországban, Granada tartományban. Baza Gor, Guadix, Freila, Zújar, Cortes de Baza, Benamaurel, Cúllar, Caniles, Alcóntar, Gérgal, Nacimiento, Las Tres Villas, Abla, Fiñana és Dólar községekkel határos. Lakosainak száma 20 562 fő (2024).

## Népesség
A település népessége az elmúlt években az alábbi módon változott:
| Lakosok száma | 20 954 | 21 600 | 22 581 | 23 359 | 22 092 | 20 644 | 20 656 | 20 412 | 20 281 | 20 562 |
|               | 2001   | 2004   | 2006   | 2009   | 2011   | 2014   | 2016   | 2019   | 2021   | 2024   |